# 亚历山大·德斯普拉
亚历山大·德斯普拉（法語：Alexandre Desplat，1961年8月23日—），是一位出生于法国巴黎的现代音乐家。目前他主要擅长的领域是为影视作品配乐，并因此获得多个国际大奖或大奖的提名。他是一位法国、希腊的混血儿。

## 事业
亚历山大·德斯普拉青年时于巴黎音乐学院就读，师从Claude Ballifs学习作曲，也跟随著名希腊作曲家色纳基斯(Iannis Xenakis)学习，随后赴美继续研修作曲。美国的生活成为他日后为好莱坞电影所写出的流畅生动的爵士风格乐句的源泉。
1985年起，开始为喜剧电影Ki lo sa?写作配乐，这是他的第一部正式电影配乐。从此，德斯普拉一发而不可收拾，成为专职的电影配乐作曲家，至今已写下超过50多部优秀的电影音乐作品。
与他合作过的电影著名导演有：Jacques Audiard, Marleen Gorris, Patrice Leconte, Stephen Frears, Richard Loncraine, 李安等人。
德斯普拉在2000年代较受瞩目的电影音乐包括：电影《英女皇》（The Queen）、《卢仁的防卫》（The Luzhin Defence）、《卡萨诺瓦》（Casanova）、《面纱》（The painted Veil）、《戴珍珠耳環的少女》（Girl with a Pearl Earring）、《黄金罗盘》（Golden Compass）、《谍对谍》（Syriana）、《防火墙》（Firewall）等等。
因于1996年及2001年为法国导演Audiard的两部电影所作的配乐非常成功，获得法国“凯撒电影奖”的两次提名。 2003年，他为美英合拍的电影《戴珍珠耳环的少女（Girl with a Pearl Earring）》所写的配乐，为他带来了全球性的国际声誉。因该片，他获金球奖、英国电影和电视艺术学院奖及欧洲电影奖的提名，一举奠定了他在好莱坞电影界的名望，成为他在电影配乐事业上的里程碑。
2005年起，德斯普拉与法国导演Audiard再度合作，为其电影《De battre mon coeur s'est arrêté》配乐，并因此获得当年德国柏林电影节的银熊奖，一年后又一举夺得法国凯撒电影奖。此后他又多次获得金球奖的提名，如(《谍对谍》（2005）、《面纱》（2006）。最终以《面纱》的配乐夺得了第64屆金球奖的最佳原创音乐奖。他还获得五次奥斯卡最佳原创音乐奖提名，《英女皇》（2007）、《奇幻逆緣》（2008）、《了不起的狐狸爸爸》（2010）、《国王的演讲》（2011）、《亚果出任务》（2012）。
除在欧美获奖外，他尚以《色，戒》一片的配乐，获颁台湾“金马奖最佳电影配乐奖”。
2014年担任第71屆威尼斯影展主競賽單元評委會主席，成为威尼斯影展史上首位作曲家主席。2014年喜剧剧情片《布达佩斯大酒店》为他首次赢得奥斯卡最佳原创音乐奖。2018年奇幻愛情片《水底情深》，他再次贏得該獎項。

## 副业
德斯普拉受过系统而严密的音乐训练，因此也是一位合格的指挥家。
与他合作过的著名交响乐团有：伦敦交响乐团、皇家爱乐乐团、捷克爱乐乐团、慕尼黑交响乐团等等。
除此以外，他还于巴黎索邦大学及伦敦皇家音乐学院任教。1991年，德斯普拉曾作为演员出演Josiane Balaskos的一部喜剧。

## 在电影《色戒》中的表现
在电影《色戒》中，按照李安的意愿，德斯普拉打破中华传统民乐的范围，将国际化的音乐感觉做为20世纪40年代上海氛围的基调，并参照40年代经典电影配乐的概念，写出符合李安头脑中想象的“像叙事的抒情诗，少一点浪漫”，带有“隐约不安的神秘感”的作品。
德斯普拉承认，一方面是因为片中演员汤唯的美丽，而使其有了灵感，写成“灵魂出窍”的动人音乐；另一方面是因为其身为法国人，亦能领略在二战中遭受法西斯蹂躏的惨痛历史感情和个人感情世界之间的严酷冲突，从而能深入体会到片中人物的心路历程。
亚洲版的电影与原声带中特别收录由张学友所演唱的中文主题曲“淹没”(Yang-Mou)，该曲即是由德斯普拉为《色戒》所作的主题曲的人声版，由Thomas Chow以及James Schamus共同填词，以汉语（普通话）演唱。

## 配樂作品
| 年分 | 電影                     | 電影                                          |
| 年分 | 譯名                     | 原名                                          |
| ---- | ------------------------ | --------------------------------------------- |
| 1998 |                          | Sweet Revenge                                 |
| 2000 | 盧金的防守               | The Luzhin Defence                            |
| 2003 | 畫意私情                 | Girl with a Pearl Earring                     |
| 2004 | 重生                     | Birth                                         |
| 2005 | 憤怒之上                 | The Upside of Anger                           |
| 2005 | 火線對峙                 | Hostage                                       |
| 2005 | 卡薩諾瓦                 | Casanova                                      |
| 2005 | 油激暗戰                 | Syriana                                       |
| 2006 | 借口                     | The Alibi                                     |
| 2006 | 銅牆火壁                 | Firewall                                      |
| 2006 | 英女皇                   | The Queen                                     |
| 2006 | 愛在遙遠的附近           | The Painted Veil                              |
| 2007 | 玩具掌門人               | Mr. Magorium's Wonder Emporium                |
| 2007 | 魔幻羅盤                 | The Golden Compass                            |
| 2008 | 今生，緣未了             | Afterwards                                    |
| 2008 | 奇幻逆緣                 | The Curious Case of Benjamin Button           |
| 2009 | 茱莉對茱莉亞－隔代廚神   | Julie & Julia                                 |
| 2009 | 淑女寵愛                 | Chéri                                         |
| 2009 | 狐狸先生無得頂           | Fantastic Mr. Fox                             |
| 2009 | 吸血新世紀2：新月傳奇    | The Twilight Saga: New Moon                   |
| 2010 | 影子滅殺令               | The Ghost Writer                              |
| 2010 | 特殊關係                 | The Special Relationship                      |
| 2010 | 醜小鴨天鵝               | Tamara Drewe                                  |
| 2010 | 哈利波特－死神的聖物1    | Harry Potter and the Deathly Hallows – Part 1 |
| 2010 | 皇上無話兒               | The King's Speech                             |
| 2011 | 生命樹                   | The Tree of Life                              |
| 2011 | 情繫一生                 | A Better Life                                 |
| 2011 | 哈利波特－死神的聖物2    | Harry Potter and the Deathly Hallows – Part 2 |
| 2011 | 選戰風雲                 | The Ides of March                             |
| 2011 | 躁爸爸狂媽媽             | Carnage                                       |
| 2011 | 情迷夢露7天              | My Week with Marilyn -（Marilyn's Theme）     |
| 2011 | 響在耳邊，近在眼前       | Extremely Loud and Incredibly Close           |
| 2012 | 小學雞私奔記             | Moonrise Kingdom                              |
| 2012 | 一次心理治療             | A Therapy（短片）                             |
| 2012 | 雷諾阿                   | Renoir                                        |
| 2012 | 銹與骨                   | Rust and Bone                                 |
| 2012 | ARGO–救參任務            | Argo                                          |
| 2012 | 五星大聯盟               | Rise of the Guardians                         |
| 2012 | 追擊拉登行動             | Zero Dark Thirty                              |
| 2013 | 祖魯追緝令               | Zulu                                          |
| 2013 | 千里伴我尋               | Philomena                                     |
| 2014 | 古文明救兵               | The Monuments Men                             |
| 2014 | 布達佩斯大酒店           | The Grand Budapest Hotel                      |
| 2014 | 哥斯拉                   | Godzilla                                      |
| 2014 | 模仿游戏                 | The Imitation Game                            |
| 2014 | 非凡生命歷               | Unbroken                                      |
| 2015 | 異色童話集               | Tale of Tales                                 |
| 2015 | 擁抱遺忘的過去           | Every Thing Will Be Fine                      |
| 2015 | 丹麥女孩                 | The Danish Girl                               |
| 2015 | 女權之聲                 | Suffragette                                   |
| 2016 | 柏林孤影                 | Alone in Berlin                               |
| 2016 | 走音天后                 | Florence Foster Jenkins                       |
| 2016 | PET PET 當家             | The Secret Life of Pets                       |
| 2016 | 為妳說的謊               | The Light Between Oceans                      |
| 2016 | 馬賽                     | Marseille                                     |
| 2017 | 星際特工瓦雷諾：千星之城 | Valerian and the City of a Thousand Planets   |
| 2017 | 巨怪獵人                 | Trollhunters                                  |
| 2017 | 水底情深                 | The Shape of Water                            |
| 2017 | 完美社區謀殺案           | Suburbicon                                    |
| 2018 | 犬之島                   | Isle of Dogs                                  |
| 2018 | 最終行動                 | Operation Finale                              |
| 2018 | 淘金殺手                 | The Sisters Brothers                          |
| 2018 | 庫爾斯克號：深海救援     | Kursk                                         |
| 2019 | 寵物當家2                | The Secret Life of Pets 2                     |
| 2019 | 小婦人                   | Little Women                                  |
| 2020 | 永夜漂流                 | The Midnight Sky                              |
| 2021 | 法蘭西特派週報           | The French Dispatch                           |
| 2022 | 致命裝備                 | The Outfit                                    |
| 2022 | 國王的伸冤               | The Lost King                                 |
| 2022 | 吉勒摩·戴托羅之皮諾丘    | Pinocchio                                     |
| 2023 | 小行星城                 | Asteroid City                                 |
| 2023 | 瑞士华庭                 | The Palace                                    |
| 2023 | 奈德                     | Nyad                                          |
| 2023 | 激流少年                 | The Boys in the Boat                          |
| 2024 | 珍奇之物                 | La Plus Précieuse des marchandises            |

## 配樂作品（其他語言）
- 《Sous les pieds des femmes（英语：Sous les pieds des femmes）》（1997），法國電影
- 《Empty Days（英语：Empty Days）》（1999），（原名︰Rien à faire）法國電影
- 《Une autre femme》，法國電影
- 《Tous les chagrins se ressemblent》（2002），法國電影
- 《Paroles d'étoiles》（2002），法國電影
- 《Rire et châtiment》，法國電影
- 《Les baisers des autres》（2003），法國電影
- 《Le pacte du silence》（2003），法國電影
- 《Virus au paradis》（2003），法國電影
- 《Eager Bodies》（2003），（原名︰Les corps impatients）法國電影
- 《Les beaux jours》（2003），法國電影
- 《A Sight for Sore Eyes》（2003），（原名︰Inquiétudes）法國電影
- 《Le pays des enfants perdus》（2004），法國電影
- 《L'enquête Corse》（2004），法國電影
- 《Tu vas rire, mais je te quitte》（2005），法國電影
- 《The Beat That My Heart Skipped（英语：The Beat That My Heart Skipped）》（2005），（原名︰De battre mon coeur s'est arrêté）法國電影
- 《Une aventure》（2005）
- 《Lies & Alibis》（2006），（原名︰The Alibi）荷蘭電影
- 《The Valet（英语：The Valet）》（2006），（原名︰La doublure）法國電影
- 《When I Was a Singer（英语：When I Was a Singer）》（2006），（原名︰Quand j'étais chanteur）法國電影
- 《Michou d'Auber》（2007），法國電影
- 《Ségo et Sarko sont dans un bateau...》（2007），法國電影
- 《親密的敵人》（2007），（原名︰L'Ennemi intime）法國電影
- 《色，戒》（2007），臺灣電影
- 《Largo Winch（英语：Largo Winch (film)）》（2008），法國電影
- 《Coco Before Chanel（英语：Coco Before Chanel）》（2009），（原名︰Coco avant Chanel）法國電影
- 《大獄言家》（2009），（原名︰Un prophète）法國電影
- 《The Army of Crime（英语：The Army of Crime）》（2009），（原名︰L'Armée du crime）法國電影
- 《The Well-Digger's Daughter（英语：The Well-Digger's Daughter (2011 film)）》（2011），（原名︰La Fille du puisatier）法國電影
- 《Largo Winch II（英语：Largo Winch II）》（2011），法國電影
- 《My Way（英语：My Way (2012 film)）》（2012），法國電影
- 《現實》（2012），意大利電影
- 《玩謝大導演》（2013），（原名︰La Vénus à la fourrure）法國電影
- 《La Trilogie Marseillaise: Marius（英语：Marius (2013 film)）》（2013），法國電影
- 《La Trilogie Marseillaise: Fanny（英语：Fanny (2013 film)）》（2013），法國電影
- 《法國戰戀曲》（2015）－Bruno's Piano Piece
- 《Don't Tell Me the Boy Was Mad（英语：Don't Tell Me the Boy Was Mad）》（2015），（原名︰Une histoire de fou）法國電影
- 《The Odyssey（英语：The Odyssey (film)）》（2016），（原名︰L'odyssée）法國電影

## 獎項
奧斯卡最佳原創音樂獎
- 2006年：《黛妃與女皇》（提名）
- 2008年：《班傑明的奇幻旅程》（提名）
- 2009年：《超級狐狸先生》（提名）
- 2010年：《王者之聲：宣戰時刻》（提名）
- 2012年：《亞果出任務》（提名）
- 2013年：《菲洛梅娜》（提名）
- 2014年：《模仿游戏》（提名）《布达佩斯大酒店》（获奖）
- 2018年：《水底情深》（获奖）

金球獎最佳原創音樂
- 2003年：《戴珍珠耳环的少女》（提名）
- 2005年：《谍对谍》（提名）
- 2006年：《面纱》（获奖）
- 2008年：《班傑明的奇幻旅程》（提名）
- 2010年：《王者之聲：宣戰時刻》（提名）
- 2012年：《亞果出任務》（提名）

英国电影学院獎最佳音樂
- 2003年：《戴珍珠耳环的少女》（提名）
- 2006年：《黛妃與女皇》（提名）
- 2008年：《班傑明的奇幻旅程》（提名）
- 2009年：《超級狐狸先生》（提名）
- 2010年：《王者之聲：宣戰時刻》（获奖）
- 2012年：《亞果出任務》（提名）
- 2014年：《布达佩斯大酒店》（获奖）